# クロード・ボンヌフォン
クロード・ボンヌフォン（Claude Bonnefond またはJean-Claude Bonnefond,1796年3月27日 - 1860年6月27日）はフランスの画家である。農民の生活を描いた絵画で知られる。「リヨン派」の画家の一人である。

## 略歴
リヨンのパン屋の息子に生まれた。父親はボンヌフォンが生まれてすぐ亡くなり、母親は翌年、父親の仲間の別のパン屋と再婚した。1808年に12歳でリヨンの美術学校（後のリヨン国立高等美術学校:École nationale supérieure des beaux-arts de Lyon）に入学し、ピエール・レヴォワルやグロニャール（Alexis Grognard:1752-1840）に学んだ。
1817年にサロン・ド・パリに初めて出展し、作品のうちの1つがベリー公シャルル・フェルディナンに買い上げられた。
28歳の時(1824年）、ビクトール・オルセルとパリに出て、新古典主義の画家、ピエール＝ナルシス・ゲランのスタジオの弟子になった。ゲランがローマのヴィラ・メディチの在ローマ・フランス・アカデミーの校長に任じられると、ボンヌフォンもゲランとともにローマに滞在した。
イタリア滞在中に、カンパニアやトスカーナを訪ずれ、ローマで宗教絵画の再興をめざすナザレ派の画家たちとも交流した。ナザレ派の画家にはユリウス・シュノル・フォン・カロルスフェルト、ヨーゼフ・アントン・コッホ、ヨハン・フリードリヒ・オーファーベックらがいた。
1830年にレヴォワルの後任として、リヨン国立高等美術学校の校長に任命され、その職を30年間に渡って続けた。版画家のヴィベール（Victor Vibert）を招き、版画のクラスを作り、ボンヌフォンが校長を務めた1831年から1860年の間に、フランス美術アカデミーの賞であるローマ賞の受賞者を17人も育てた。1834年にレジオン・ドヌール勲章シュヴァリエを受勲した。
1840年頃までは、イタリア風の絵画を描き、その後地元の資産家の肖像画も描いた。

## 作品

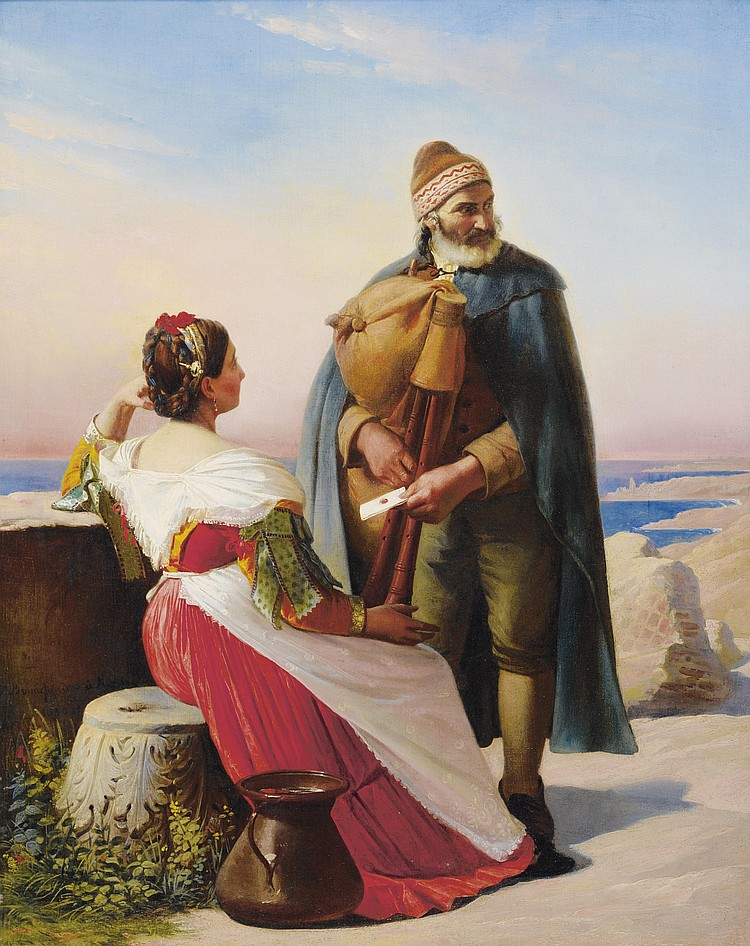
"The Messenger"(1860以前)
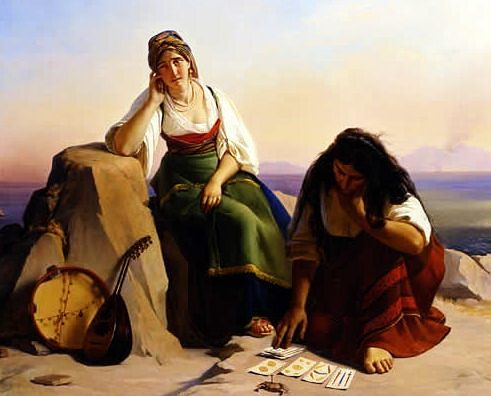
"The Fortune Teller"(1860以前)
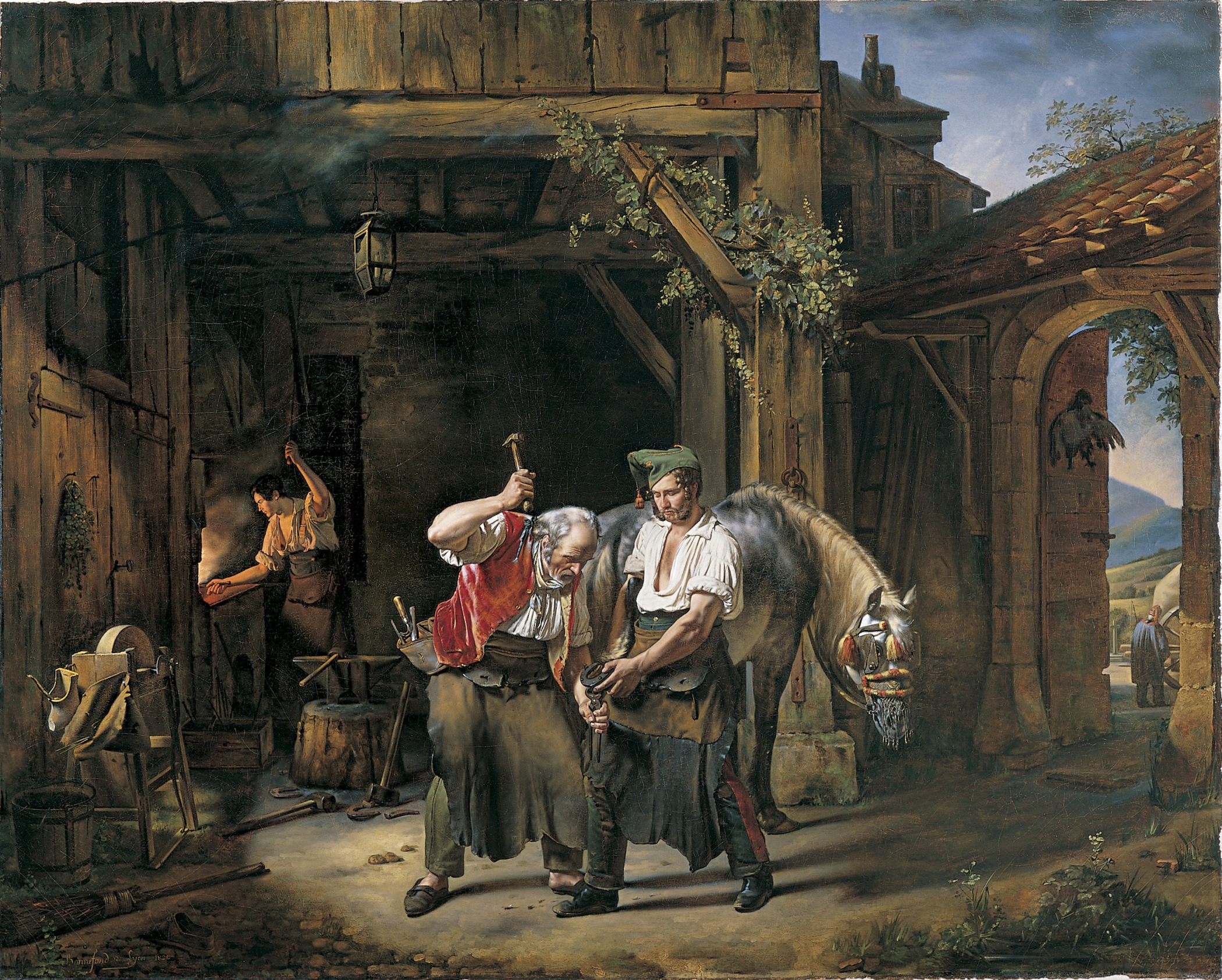
"The Blacksmith"(1822)
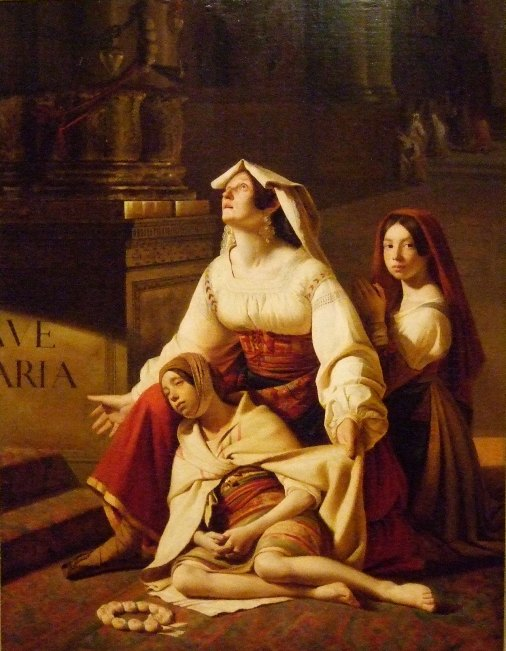
"Le voeu à la madone"(1835)
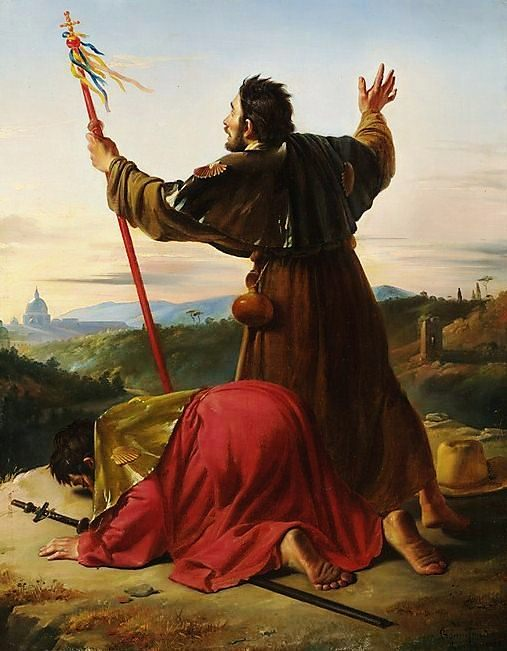
"Pilgrims"(1827)
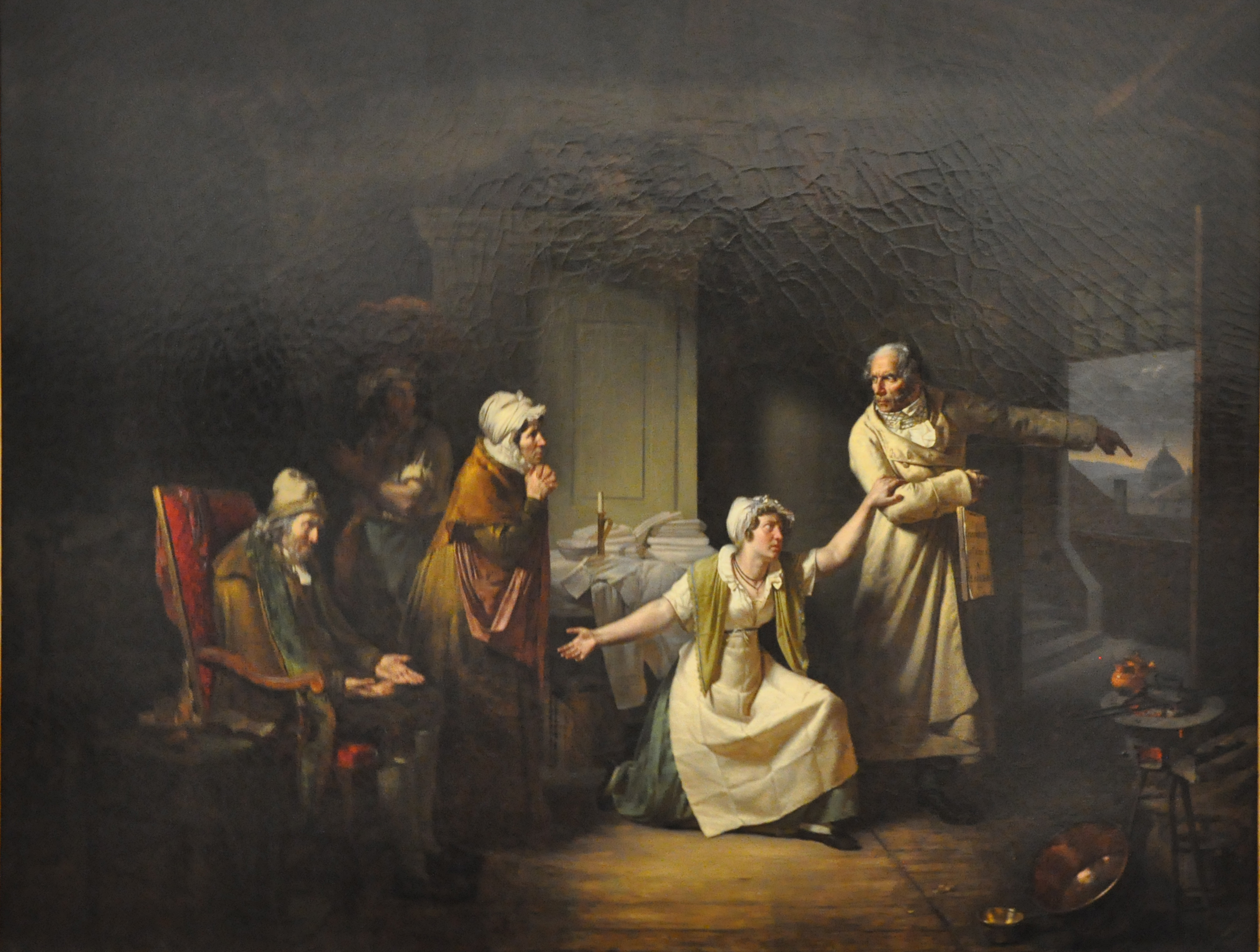
(1824)